# Массированное возмездие
Массированное возмездие (англ. massive retaliation) — понятие ядерной стратегии, подразумевающее массированный ядерный удар в ответ на даже неядерное нападение.
Суть стратегии массированного возмездия сводится к тому, что государство, в случае агрессии против него, оставляет за собой право непропорционального применения силы в отношении агрессора. Подобная стратегия работает по принципу взаимного гарантированного уничтожения с той только разницей, что ответный ядерный удар последует даже в случае нападения с использованием обычных вооружений или локального пограничного конфликта.
После создания в 1952—1953 годах термоядерного оружия у сверхдержав стала появляться возможность гарантированно уничтожить стратегический потенциал противника.
8 августа 1953 года, в период президентства Дуайта Эйзенхауэра, в докладе Совета национальной безопасности США констатировалось, что ядерная составляющая вооруженных сил США обходится бюджету дешевле, чем содержание обычных вооруженных сил, применение которых способно обеспечить эффект, сравнимый с эффектом от применения ядерного оружия. Из этого следовало, что США не нужно содержать большую армию в Европе, а достаточно увеличивать на территории США количество ядерных боезарядов и средств их доставки.
Основные положения доктрины массированного возмездия были изложены 12 января 1954 года Джоном Фостером Даллесом:

Локальная защита всегда будет важной.… Но она должна быть подкреплена мощью устрашающего массивного возмездия… Чтобы сдержать агрессию, свободный мир должен быть готов и способен мгновенно нанести ответный удар, мгновенный и средствами, избранными по нашему усмотрению.

Таким образом, заявлялось, что даже локальный конфликт с СССР или его союзниками в любой части света может привести к массированному применению США ядерного оружия.
Доктрина предусматривала значительное увеличение стратегической авиации с ядерным оружием на борту и возможность нанесения внезапного ядерного удара по СССР и КНР. Более того, доктрина массированного возмездия предполагала возможность нанесения первыми внезапного удара по СССР и КНР ядерным оружием.
В рамках концепции «массированного возмездия» был разработан одобренный в 1960 году Единый интегрированный оперативный план (Strategic Integrating Operation Plan — SIOP), предусматривавший применение 3400 стратегических ядерных боезарядов для нанесения массированного ядерного удара.
Однако американские эксперты были обеспокоены тем, что СССР мог, по их мнению, поставить США перед выбором между тотальной ядерной войной и локальным отступлением, зная, что американские политики в таком случае предпочтут отступить. В 1957 году будущий госсекретарь США Генри Киссинджер предположил, что война с неограниченным использованием ядерного оружия приведёт к одинаково проигрышному результату как для победителей, так и для побеждённых. Выходом, по его мнению, могло быть ограниченное использование ядерного оружия для поражения выборочных целей. Так, в противовес стратегии массированного возмездия, в 1960-е годы в США появилась концепция гибкого реагирования, предусматривающая дозированное применение силы в ответ на агрессию.